# Salvatore Settis
Salvatore Settis, né le 11 juin 1941 à Rosarno, dans la province de Reggio de Calabre, est un universitaire, archéologue et historien italien.

## Biographie
Diplômé de l'École normale supérieure de Pise, il fut assistant (1968-1969) ensuite professeur (1969-1976), et enfin professeur attitré (1976-1985) d'archéologie grecque et romaine à l'université de Pise.
Directeur de l’Institut d’Archéologie de l’Université de Pise de 1977 à 2011, chargé d’enseignement d’histoire de l’archéologie classique, puis professeur (1985) d’histoire de l’art antique et d’archéologie à la Scuola Normale Superiore de Pise, il fut recteur de la Facoltà di Lettere e Filosofia de l’Université de Pise de 1994 à 1999.
Directeur du Getty Center for the History of Art and the Humanities de Los Angeles de 1999 à 2010, il est, depuis 2009, directeur de la Scuola Normale Superiore de Pise. Depuis 2011, il préside le Conseil scientifique du Musée du Louvre.
Directeur de LARTTE (Laboratorio Analisi, Ricerca, Tutela, Tecnologie ed Economia per il patrimonio culturale), il est membre d’honneur de l’Académie du dessin de Florence.
Professeur émérite des universités, il est également professeur invité dans plusieurs universités  européennes et américaines, notamment à l’École pratique des hautes études, l’École normale supérieure, Collège de France, l'Université d'Oxford, l’Université de Californie du Sud, l'Université Johns-Hopkins et l'Université Harvard.
Correspondant de l’Istituto Veneto di Scienze, Lettere ed Arti (en), de l’Accademia degli Intronati et de l'Académie bavaroise des sciences, il est membre du comité scientifique du Conseil européen de la recherche, de l'Institut archéologique allemand, de l'Académie des sciences de Berlin-Brandebourg, de l'Académie des Lyncéens, de l'Accademia di San Luca, de l'Academia Europaea, de l'Académie américaine des arts et des sciences et de l’Académie royale des sciences, des lettres et des beaux-arts de Belgique.
Il est élu, le 23 mars 2018, associé étranger de l'Académie des inscriptions et Belles-Lettres, au fauteuil de Girolamo Arnaldi.

## Décorations
- Grand officier de l'ordre du Mérite de la République italienne
- Commandeur de l'ordre du Mérite de la République fédérale d'Allemagne
- Chevalier de la Légion d'honneur
- Commandeur de l'ordre des Arts et des Lettres

## Distinctions
- Docteur honoris causa de l’Université de Padoue
- Docteur honoris causa de l’Université de Rome « Tor Vergata »
- Docteur honoris causa de l’Université de Reggio de Calabre
- Médaille de la ville de Palmi

## Principales publications
- La "Tempesta" interpretata. Giorgione, i committenti, il soggetto, Torino, Einaudi, 1978 (traduction française par Olivier Christin : L'invention d'un tableau. "La tempête" de Giorgione, Paris, Editions de Minuit, coll. "Le sens commun", 1987. 162 pp.)
- (sous sa direction): La terre des Etrusques, de la Préhistoire au Moyen-Age, Scala, Firenze, 1985
- La colonna Traiana, Torino, Einaudi 1988
- Laocoonte. Fama e stile, Roma, Donzelli 1999
- (curatore) Civiltà dei Romani, Electa, Milano, 1990-1993
- (curatore) I Greci. Storia, cultura, arte, società, Torino, Einaudi 1996-2002
- Italia S.p.A. L'assalto al patrimonio culturale, Torino, Einaudi 2002
- Passaggi e paesaggi (con Saverio Calocero), Roma, Donzelli 2003
- Futuro del "classico", Torino, Einaudi 2004
- Battaglie senza eroi. I beni culturali tra istituzioni e profitto, Electa, Milano 2005
- (curatore) Memoria dell'antico nell'arte italiana, Einaudi, Torino
- Iconografia dell'arte italiana 110-1500: una linea, Torino, Einaudi,2005
- Artemidoro. Un papiro dal I secolo al XXI, Torino, Einaudi, 2008
- La villa di Livia. Le pareti ingannevoli, Mondadori Electa, Milano 2008
- Artisti e committenti fra Quattrocento e Cinquecento, Torino, Einaudi, 2010
- Paesaggio Costituzione cemento. La battaglia per l'ambiente contro il degrado civile, Torino, Einaudi, 2010
- Azione Popolare. Cittadini per il bene comune, Torino, Einaudi, 2012
- (presentazione di) Il cammino della Comunità, Roma, Edizioni di Comunità, 2013
- Se Venezia muore (2014) ; Si Venise meurt, édition française en 2015, Bibliothèque Hazan, Hachette  (ISBN 9782754108522)
- Costituzione! Perché attuarla è meglio che cambiarla, Einaudi, 2016
- Architettura e democrazia. Paesaggio, città, diritti civili, Einaudi, 2017
- Cieli d'Europa. Cultura, creatività, uguaglianza, UTET, 2017